# إسماعيل كويباشي
إسماعيل كوباياشي (بالتركية: İsmail Köybaşı)‏ هو لاعب كرة قدم تركي في مركز الجناح الأيسر ولد في يوم 10 يوليو 1989 في مدينة إسكندرونة في تركيا، يلعب حالياً مع نادي بشكتاش وسبق له اللعب مع غازي عنتاب سبور، كما لعب مع منتخب تركيا لكرة القدم ويبلغ طوله 179 سم.

## روابط خارجية
- إسماعيل كويباشي على موقع الاتحاد الأوربي (الإنجليزية)
- إسماعيل كويباشي على موقع اتحاد تركيا (لاعب) (الإنجليزية)
- إسماعيل كويباشي على موقع قاعدة بيانات كرة القدم.إي يو (الإنجليزية)
- إسماعيل كويباشي على موقع ناشيونال فوتبول تيمز (الإنجليزية)
- إسماعيل كويباشي على موقع Soccerway.com (الإنجليزية)
- إسماعيل كويباشي على موقع عالم كرة القدم.نت (الإنجليزية)
- إسماعيل كويباشي على موقع AS.com (الإسبانية)